# Мала універсальна енциклопедія PWN
Мала універсальна енциклопедія PWN (пол. Mała encyklopedia powszechna PWN) — однотомна універсальна енциклопедія польською мовою, видана Польським державним науковим видавництвом у 1959 році; перша універсальна енциклопедія Польської Народної Республіки. Містить близько 40 000 статей. Наклад 1959 року становив 50 000 екземплярів; до 1961 року вийшло 400 000 екземплярів. Обсяг тому — 1128 сторінок. Роздрібна ціна за передплатою становила 180 злотих.